# A Sogra Perfeita 2
A Sogra Perfeita 2 é um futuro filme de comédia brasileiro de 2025 dirigido por Cris D’Amato e Bianca Paranhos. Produzido pela  Paris Entretenimento, em coprodução com a Globo Filmes e conta com roteiro de Flávia Guimarães em colaboração com Bia Crespo. O longa é uma sequência do sucesso A Sogra Perfeita (2021) e tem estreia prevista para 18 de setembro de 2025 nos cinemas.
Estrelado por Cacau Protásio no papel da protagonista Neide, também conta com o retorno de Evelyn Castro e Marcelo Laham além das adições de Ricardo Pereira, Fafy Siqueira, Maria Bopp e Luís Miranda em novos personagens.

## Sinopse
Neide (Cacau Protásio) finalmente conquistou sua independência e está feliz vivendo sozinha, agora que seus filhos saíram de casa. Porém, sua paz é abalada quando seu namorado Oliveira (Marcelo Laham), um padeiro português do bairro, a pede em casamento. Sem querer comprometer sua liberdade, Neide recusa, mas logo descobre que toda a vizinhança já está sabendo do suposto casamento. Para piorar, a mãe de Oliveira, Dona Oliveira (Fafy Siqueira), chega de Portugal para a festa, trazendo até os bem-casados na mala. Em meio ao caos, Neide ainda precisa lidar com a competição de cabeleireiras do bairro e uma briga com sua melhor amiga, Sheila (Evelyn Castro), tornando sua vida uma grande confusão.

## Elenco
| Ator/Atriz       | Personagem      |
| ---------------- | --------------- |
| Cacau Protásio   | Neide           |
| Evelyn Castro    | Sheila          |
| Marcelo Laham    | Oliveira        |
| Ricardo Pereira  | Segundinho      |
| Fafy Siqueira    | Dona Oliveira   |
| Maria Bopp       | Melanie         |
| Luís Miranda     | Richard Lambert |
| Pedro Benevides  | Zinho           |
| Carolina Borelli | Bárbara         |
| Mestre Ivamar    | Seu Cosmo       |